# Pavao Pavličić
Pavao Pavličić (Vukovar, 16. kolovoza 1946.), hrvatski je akademik, književnik, književni znanstvenik, prevoditelj i scenarist, istaknut po pisanju kriminalističkih romana za djecu i odrasle.

## Životopis
Pavao Pavličić rođen je 16. kolovoza 1946. godine u Vukovaru gdje je završio osnovnu školu i gimnaziju. Godine 1969. na Filozofskom fakultetu Zagrebačkoga Sveučilišta diplomirao je komparativnu književnost i talijanski jezik, a doktorirao je 1974. godine tezom iz područja metrike (Sesta rima u hrvatskoj književnosti: književnoteorijski i književnohistorijski aspekti).
Od 1970. godine zaposlen je na Filozofskom fakultetu u Zagrebu gdje je redoviti profesor na Odsjeku za komparativnu književnost.
Član suradnik Razreda za književnost HAZU bio je od 3. prosinca 1992. do 30. siječnja 1997. godine, a redoviti je član Razreda za književnost HAZU od 30. siječnja 1997. godine.

## Književno i znanstveno stvaralaštvo
Književni i znanstveni interesi kod njega su podjednako zastupljeni i isprepliću se. Kao znanstvenika, Pavličića zaokupljaju teme iz starije hrvatske književnosti i literarne teorije. Iz tog područja objavio je veći broj rasprava i nekoliko knjiga: Rasprave o hrvatskoj baroknoj književnosti (1979.), Književna genologija (1983.), Stih u drami, drama u stihu (1985.), Sedam interpretacija (1986.), Poetika manirizma (1988.), Stih i značenje (1993.), Barokni stih u Dubrovniku (1995.), Moderna hrvatska lirika (1999.), Hrvatski dramski stih (2000.), Barokni pakao: rasprave iz hrvatske književnosti (2003.) i dr.
Književnu karijeru započeo je kao novelist i objavio je zbirke pripovjedaka: Lađa od vode (1972., 2003.), Vilinski vatrogasci (1975.), Dobri duh Zagreba (1976., 1996., 1999., 2003., 2004., 2005., 2006., 2007.), Radovi na krovu (1984.), Skandal na simpoziju (1985.), Kako preživjeti mladost (1997.) i Otrovni papir (2001.) te više od dvadeset romana: Plava ruža (1977., 2001.), Stroj za maglu (1978., 1995.), Umjetni orao (1979., 2004.), Večernji akt (1981., 1982., 1983., 1984., 1990., 1997., 1999.), Slobodni pad (1982.), Eter (1983.), Trg slobode (1986.), Rakova djeca (1988.), Koraljna vrata (1990., 1996., 2004.), Diksilend (1995.). Pavao Pavličić piše i lirsko-memoarske knjige i to ponajviše o svom rodnom gradu Vukovaru: Dunav (1983., 1992., 1999.), Šapudl (1995.), Kruh i mast (1996., 2003.), Vodič po Vukovaru (1997.), Vesele zgode djeda i bake (2000.), Vukovarski spomenar (2007.) i dr., feljtone: Zagrebački odrezak (1985.), Inventura (1989.), Prolazna soba (1992.), Leksikon uzaludnih znaja (1995.) i dr., te eseje: Sve što znam o krimiću (1990.), Svoj svome (1992.), Rukoljub (1995., 2001.), Ulica me odgojila (2004.) i dr.
Neraskidiva veza Pavličićeva znanstvenog i književnog interesa može se i "pročitati" iz njegovih romana. Naime, gotovo svi njegovi glavni junaci imaju nekakve veze s njegovim zvanjem. Tako u romanu Koraljna vrata filolog odlazi na Lastovo pregledati stare spise među kojima će pronaći dva izgubljena pjevanja Gundulićeva Osmana. U Rupi na nebu glavni lik je prevoditelj (Pavličić je prevodio talijanske dolcestilnoviste) koji otkriva zagrebačke gornjogradske podzemne hodnike, a u njegovu romanu Numerus clausus u središtu pozornosti je student književnosti kao pripovjedač i njegov prijatelj, student medicine.
Već u Pavličićevoj novelističkoj fazi (treća zbirka pripovjedaka Dobri duh Zagreba) primijećena je stanovita promjena u njegovu pisanju koja je postala njegova trajna odlika: miješanje fantastike i postupaka karakterističnih za kriminalistički roman. Naime, u osnovi većine Pavličićevih romana je struktura enigme, a fantastične elemente koristi pri stvaranju zapleta. Osim strukture enigme i fantastičnih elemenata, u njegovim romanima uočljivi su i postupci karakteristični za tzv. zabavnu književnost: dinamična fabula (puna neočekivanih obrata), jednostavan izraz, plošni likovi, odnosno likovi svedeni na funkcije koje imaju u strukturi zapleta.
Knjige su mu prevođene na slovački i češki. Roman Večernji akt 1981. godine bio je proglašen knjigom godine.
Nekoliko Pavličićevih djela izborna su lektira za osnovnu školu: romani Trojica u Trnju, Zeleni tigar, Petlja i Mjesto u srcu te zbirka pripovijedaka Dobri duh Zagreba. Roman Koraljna vrata izborna je lektira za srednje škole u Hrvatskoj.

## Scenarist
Pavao Pavličić autor je scenarija za filmove:
- Ritam zločina, (1981.)
- Zločin u školi, (1982.)
- Treći ključ, (1983.)
- San o ruži, (1986.)
- Osuđeni, (1987.)
- Čovjek koji je volio sprovode, (1989.)
- Orao, (1990.)
- Vukovar se vraća kući, (1994.)
- Putovanje tamnom polutkom, (1996.)
- Treća žena, (1997.)

## Djela
Cjelokupan opus do ožujka 2016. (ukupno 95 djela)
- Zbirke pripovijesti

1. Lađa od vode, Zagreb 1972., Beograd 2003.
2. Vilinski vatrogasci, Zagreb 1975.
3. Dobri duh Zagreba, Zagreb 1976., 1996., 1999., 2003., 2004., 2005., 2006.,2008., 2011. (dva izdanja)
4. Radovi na krovu, Beograd 1984.
5. Skandal na simpoziju, Split 1985.
6. Kako preživjeti mladost, Zagreb 1997.
7. Otrovni papir, Zagreb 2001.
8. Tko je to učinio? (sabrane kriminalističke priče), Zagreb 2006.

- Romani

1. Plava ruža, Zagreb 1977.; 2001.
2. Stroj za maglu, Zagreb 1978., Rijeka 1995.
3. Umjetni orao, Zagreb 1979., 2004.
4. Večernji akt, Zagreb 1981., 1982., 1983., 1984.,1990., 1997., 1999., 2014.
5. Slobodni pad, Zagreb 1982.
6. Eter, Zagreb 1983.
7. Kraj mandata, Zagreb 1984.
8. Čelični mjesec, Zagreb 1985.
9. Trg slobode, Zagreb 1986.
10. Krasopis, Zagreb 1987.
11. Rakova djeca, Zagreb 1988., 2001.
12. Sretan kraj, Zagreb 1989.
13. Koraljna vrata, Zagreb 1990., 1996., 2004., 2008.
14. Rupa na nebu, Zagreb 1992.
15. Nevidljivo pismo, Zagreb 1993.
16. Škola pisanja, Zagreb 1994.
17. Diksilend, Zagreb 1995.
18. Zaborav, Rijeka 1996.
19. Pokora, Zagreb 1998.
20. Numerus clausus, Zagreb 1998.
21. Nepovrat, Zagreb 1999.
22. Pasijans, Zagreb 2000.
23. Pjesma za rastanak, Zagreb 2000.
24. Kronika provincijskog kazališta, Zagreb 2002.
25. Tužni bogataš, Zagreb 2002., 2003., 2004.
26. Melem, Zagreb 2003., 2004.
27. Mrtva voda, Zagreb 2003.
28. Krvnik u kući, Zagreb 2004.
29. Odbor za sreću, Zagreb 2004.
30. Zmijska serenada, Zagreb 2005.
31. Devet spomenika, Zagreb 2006.
32. Cvijeće na vjetru, Zagreb 2007.
33. Literarna sekcija, Zagreb 2008.
34. Trajanovo pravilo, Zagreb 2009.
35. Žive igračke, Zagreb 2009.
36. Stara ljubav, Zagreb 2010.
37. Brda se miču, Zagreb 2011.
38. Muzej revolucije, Zagreb 2012.
39. Krvna veza, Zagreb 2014.
40. Crveno pile, Zagreb 2014.
41. Tri petka u travnju, Zagreb 2015.
42. Tajno ime, Zagreb 2015.
43. Vlasnik, glasnik, hodočasnik, 2015.

- Romani za djecu

1. Trojica u Trnju, Zagreb 1984., 1987., 1992. 1996., 1999. 2008., 2014.
2. Zeleni tigar, Zagreb 1986., 1990., 2005., 2007.
3. Petlja, Zagreb 1988., 2005., 2007., 2008., 2011.
4. Lopovska uspavanka, Zagreb 1992.
5. Mjesto u srcu, Zagreb 1996., 2000.
6. San koji se ponavlja, Zagreb 2001.

- Memoarska proza

1. Dunav, Zagreb 1983., 1992., 1999., 2008.
2. Šapudl, Zagreb 1995., 2014.
3. Kruh i mast, Zagreb 1996., Split-Zagreb 2003.
4. Vodič po Vukovaru, Zagreb 1997.
5. Vesele zgode djeda i bake, Zagreb 2000.
6. Vukovarski spomenar, Zagreb 2007.
7. Bilo pa prošlo, Zagreb 2011.
8. Narodno veselje, Zagreb 2013.

- Feljtoni

1. Zagrebački odrezak, Zagreb 1985.
2. Inventura, Zagreb 1989.
3. Prolazna soba, Zagreb 1992.
4. Leksikon uzaludnih znanja, Rijeka 1995.
5. Zagrebački trgovi, Zagreb 1998. (suautor Pavao Cajzek)[5]
6. Ulica me odgojila, Zagreb 2004.
7. Knjiški moljac, Zagreb 2009.
8. Ljetno kino, Zagreb 2013.

- Eseji

1. Sve što znam o krimiću, Beograd 1990., Zagreb 2008.
2. Svoj svome, Zagreb 1992.
3. Rukoljub, Zagreb 1995., 2001.
4. More i voda, Zagreb 2014.

- Znanstvene knjige

1. Rasprave o hrvatskoj baroknoj književnosti, Split 1978.
2. Književna genologija, Zagreb 1983.
3. Stih u drami & drama u stihu, Zagreb 1985.
4. Sedam interpretacija, Rijeka 1986.
5. Poetika manirizma, Zagreb 1988.
6. Stih i značenje, Zagreb 1993.
7. Barokni stih u Dubrovniku, Dubrovnik 1995.
8. Studije o Osmanu, Zagreb 1996.
9. Moderna hrvatska lirika, Zagreb 1999.
10. Hrvatski dramski stih, Split 2000.
11. Barokni pakao, Zagreb 2003.
12. Skrivena teorija, Zagreb 2006.
13. Epika granice, Zagreb 2007.
14. Mala tipologija moderne hrvatske lirike, Zagreb 2008.
15. Petnaest riječi, Zagreb 2011.
16. Vrijeme u pjesmi, Zagreb 2011.
17. Moderna alegorija, Zagreb 2013.
18. Uvod u Marinkovićevu prozu, Zagreb 2014.

## Prijevodi
1. Na slovenski: Večerni akt (Večernji akt), prev. Bilka Matė, Ljubljana 1984. Lepopis (Krasopis), prev. Đurđa Strsoglavec, Ljubljana 2009.
2. Na makedonski: Етер (Eter), prev. Ljube Cvetanovski, Skopje 1986.
3. Na slovački: Zlatá ruža, Prístroj na hmlu, Umelý orol, (Plava ruža, Stroj za maglu, Umjetni orao), prev. Ján Jankovič, Bratislava 1986.
4. Na rumunjski: Clarobscur (Večernji akt), prev. Octavia Nedelcu & Adrian Costea, Bucuresti 1991.
5. Na bugarski: Стоманената луна (Čelični mjesec), prev. Kristina Makaveeva, Hemus, Sofija, 1992.[6]
6. Na danski: Ørnen (Umjetni orao), prev. Henning Mørk, Århus 1994.
7. Na francuski: La calligraphie (Krasopis), prev. Ljiljana Huibner-Fuzellier & Raymond Fuzellier, Boulogne 1994.
8. Na češki: Večerní akt (Večernji akt), prev Dušan Karpatský, Praha 1997.
9. Na slovački: Večerný akt (Večernji akt), prev. Ján Jankovič, Bratislava 2006.
10. Na njemački: Die Donau (Dunav), prev. Tamara Marčetić, Klagenfurt 2008.

## Nagrade
- 1974.: nagrada A.B. Šimić za zbirku pripovijesti Vilinski vatrogasci
- 1974.: Nagrada Večernjeg lista za kratku priču (II.)
- 1981.: NIN-ova nagrada za roman Večernji akt
- 1983.: Nagrada Politikinog zabavnika za roman Trojica u Trnju
- 1986.: nagrada Ksaver Šandor Gjalski za roman Trg slobode
- 1990.: nagrada Goran za roman Koraljna vrata
- 1994.: nagrada Miroslav Krleža za roman Nevidljivo pismo
- 1995.: nagrada Ksaver Šandor Gjalski za memoarsku prozu Šapudl
- 1996.: nagrada Judita za Studije o Osmanu
- 1996.: nagrada Josip i Ivan Kozarac za cjelokupni doprinos
- 1997.: nagrada Grigor Vitez za roman za djecu Mjesto u srcu
- 1997.: Nagrada Mato Lovrak za roman za djecu Mjesto u srcu
- 2001.: nagrada Josip i Ivan Kozarac za roman Pasijans
- 2003.: Nagrada Večernjeg lista za kratku priču (I.), Što da se radi s Krležom?
- 2008.: Nagrada Matice hrvatske za književnu i umjetničku kritiku "Antun Gustav Matoš", za knjigu Mala tipologija moderne hrvatske lirike[7]
- 2013.: nagrada Ksaver Šandor Gjalski za roman Muzej revolucije
- 2014.: Nagrada Večernjeg lista za kratku priču (I.) Ugovor s Viragom
- 2014.: nagrada Zvane Črnja za memoarsku prozu Narodno veselje
- 2015.: nagrada Josip i Ivan Kozarac za roman Tri petka u travnju
- 2015.: Nagrada Vladimir Nazor, za životno djelo[8]
- 2020.: Nagrada za životno djelo Grada Vukovara, za iznimne zasluge u području hrvatske književnosti koju je oplemenio svojim djelima u kojima je promicao i svoj rodni grad Vukovar[9]
- 2021.: Nagrada "Fran Galović" za roman Kužni pil[10]
- 2022.: Nagrada Anto Gardaš, za roman Dva duga dana.[11]

## Osobni život
Godine 1985. na književnoj večeri u Osijeku upoznao je Julijanu Matanović, knjževnicu koja je tri godine prije kao studentica napisala negativnu novinsku kritiku za njegov roman Slobodni pad. Pavličić je 1989. godine bio član vijeća pri njezinoj obrani magisterija. Matanović je 1995. godine bila urednica njegove knjige Diksilend u Biblioteci HIT. Surađivali su i kao predavači na Filozofskom fakultetu u Zagrebu. Nakon dvogodišnje ljubavne veze vjenčali su se u prosincu 2017. godine u Osijeku, u kojem je Matanović provela svoju mladost.